# 66.ª edición de los Premios Grammy
La 66.ª edición de los premios Grammy se llevó a cabo en el Crypto.com Arena de Los Ángeles el 4 de febrero de 2024. Reconoció las mejores grabaciones, composiciones y artistas del año de elegibilidad (del 1 de octubre de 2022 al 15 de septiembre de 2023) según lo determinado por los miembros de la Academia Nacional de Artes y Ciencias de la Grabación. La ceremonia se transmitió por CBS y está disponible en Paramount+. El anfitrión de la gala fue Trevor Noah, siendo su cuarto año consecutivo en presentar los premios. Las nominaciones se anunciaron el 10 de noviembre de 2023.

## Antecedentes
Para la ceremonia de 2024, la academia anunció varios cambios para diferentes categorías y reglas de elegibilidad:

### Cambios de categoría
- Se agregaron tres nuevas categorías: Mejor interpretación de música africana, mejor álbum de jazz alternativo y mejor grabación de danza pop.
- Dos categorías, Productor del año, no clásico y compositor del año-no clásico, se trasladaron al campo general y ahora pueden ser votadas por todos los miembros votantes de los Grammy.
- El número de nominados en las categorías de campo general de los «cuatro grandes» (álbum del año, grabación del año, canción del año y mejor artista nuevo) se redujo de diez a ocho.
- Para calificar como nominado en un proyecto nominado a álbum del año, los artistas [principales] acreditados, artistas destacados, compositores, productores, ingenieros, mezcladores e ingenieros de masterización deben tocar en un total del 20% del tiempo de reproducción de un álbum. Anteriormente no se había requerido un nivel mínimo de participación en los dos premios Grammy anteriores.
- El requisito de que un proyecto debe incluir al menos un 51% de material basado en interpretaciones ha sido eliminado de la categoría de Mejor película musical.
- Mejor álbum de música regional mexicana (incluido tejano) pasa a llamarse mejor álbum de música mexicana (incluido Tejano).
- Mejor solo de jazz improvisado ha pasado a llamarse Mejor interpretación solista de jazz.

### Cambios de campo
La boleta de los Grammy se redujo de 26 campos a 11, sin incluir el campo general. La Academia de la Grabación declaró que esto se hizo para garantizar que todos los miembros votantes pudieran ejercer los diez votos asignados, ya que esto se impedía debido a que algunos campos anteriormente solo contenían una categoría. Además de sus votos en el campo general, se anima a los votantes a emitir hasta diez votos por categorías de género repartidos en un máximo de tres campos. A partir de la 66.ª edición de los premios Grammy, los campos se enumeran de la siguiente manera:
- Pop y dance/música electrónica (6 categorías)
- Rock, metal y música alternativa (6 categorías)
- R&B, rap y poesía hablada (10 categorías)
- Jazz, pop tradicional, teatro musical e instrumental contemporáneo (9 categorías)
- Música country y de raíces americanas (13 categorías)
- Evangelio y música cristiana contemporánea (5 categorías)
- Música latina, global, africana, reggae y new age, ambiental o cantada (10 categorías)
- Infantil, comedia, narración y narración de audiolibros, medios visuales y vídeos/películas musicales (9 categorías)
- Paquete, notas e histórico (4 categorías)
- Producción, Ingeniería, Composición y Arreglo (8 categorías)
- Música clásica (8 categorías)

### Elegibilidad de inteligencia artificial
El 16 de junio de 2023, la Academia de la Grabación declaró que «solo los creadores humanos son elegibles para ser presentados para ser considerados, nominados o ganar un premio Grammy. Una obra que no contiene autoría humana no es elegible en ninguna categoría». La Academia especificó además que las obras que presentan material generado por IA son elegibles para un premio solo si un ser humano contribuyó significativamente al trabajo en la categoría, y que los contribuyentes que solo utilicen material generado por IA no son elegibles para un premio.

## Ganadores y nominados
La votación de la primera ronda se llevó a cabo del 11 al 20 de octubre del 2023. Las nominaciones se anunciaron el 10 de noviembre del 2023 en una transmisión en vivo por Arooj Aftab, Vince Gill y Amy Grant, Jimmy Jam, Jon Bon Jovi, Samara Joy, Muni Long, Cheryl Palweski, Kim Petras, Judith Sherman, St. Vincent, Jeff Tweedy, Weird Al Yankovic, Gayle King, Nate Burleson, Tony Dokoupil y Harvey Mason Jr.
La ronda de votación final está programada para realizarse del 14 de diciembre de 2023 al 4 de enero de 2024. Los ganadores se anunciarán durante la ceremonia de estreno y la transmisión de los premios Grammy.

### Categorías generales

#### Grabación del año
| Ganador/Receptor | Nominados |
| --- | --- |
| «Flowers» – Miley Cyrus - Kid Harpoon y Tyler Johnson, productores; Michael Pollack, Brian Rajaratnam y Mark «Spike» Stent, ingenieros/mezcladores; Joe LaPorta, ingeniero de masterización. | - «Worship» – Jon Batiste - Jon Batiste, Jon Bellion, Pete Nappi y Tenroc, productores; Serban Ghenea y Pete Nappi, ingenieros/mezcladores; Chris Gehringer, ingeniero de masterización - «Not Strong Enough» – boygenius - Boygenius y Catherine Marks, productoras; Owen Lantz, Catherine Marks, Mike Mogis, Bobby Mota, Kaushlesh «Garry» Purohit y Sarah Tudzin, ingenieros/mezcladores; Pat Sullivan, ingeniero de masterización. - «What Was I Made For?» – Billie Eilish - Billie Eilish y Finneas, productores; Billie Eilish, Rob Kinelski y Finneas, ingenieros/mezcladores; Chris Gehringer, ingeniero de masterización. - «Oh My Mama» – Victoria Monét - Deputy, Dernst Emile II y Jeff Gitelman, productores; Patrizio Pigliapoco y Todd Robinson, ingenieros/mezcladores; Colin Leonard, ingeniero de masterización. - «Vampire» – Olivia Rodrigo - Dan Nigro, productor; Serban Ghenea, Michael Harris, Chris Kasych, Daniel Nigro y Dan Viafore, ingenieros/mezcladores; Randy Merrill, ingeniero de masterización. - «Anti-Hero» – Taylor Swift - Jack Antonoff y Taylor Swift, productores; Jack Antonoff, Serban Ghenea, Laura Sisk y Lorenzo Wolff, ingenieros/mezcladores; Randy Merrill, ingeniero de masterización. - «Kill Bill» – SZA - Rob Bisel y Carter Lang, productores; Rob Bisel, ingenieros/mezcladores; Dale Becker, ingeniero de masterización. |

#### Álbum del año
| Ganador/Receptor | Nominados |
| --- | --- |
| Midnights – Taylor Swift - Jack Antonoff y Taylor Swift, productores; Jack Antonoff, Zem Audu, Serban Ghenea, David Hart, Mikey Freedom Hart, Sean Hutchinson, Ken Lewis, Michael Riddleberger, Laura Sisk y Evan Smith, ingenieros/mezcladores; Jack Antonoff y Taylor Swift, compositores; Randy Merrill, ingeniero de masterización. | - World Music Radio – Jon Batiste - Jon Batiste, Jon Bellion, Nick Cooper, Pete Nappi y Tenroc, productores; Jon Batiste, Pete Nappi, Kaleb Rollins, Laura Sisk y Marc Whitmore, ingenieros/mezcladores; Jon Batiste, Jon Bellion, Jason Cornet y Pete Nappi, compositores; Chris Gehringer, ingeniero de masterización. - The Record – Boygenius - Boygenius y Catherine Marks, productoras; Owen Lantz, Will Maclellan, Catherine Marks, Mike Mogis, Bobby Mota, Kaushlesh «Garry» Purohit y Sarah Tudzin, ingenieros/mezcladores: Julien Baker, Phoebe Bridgers y Lucy Dacus, compositores; Pat Sullivan, ingeniero de masterización. - Endless Summer Vacation – Miley Cyrus - Kid Harpoon, Tyler Johnson y Mike Will Made-It, productores; Pièce Eatah, Craig Frank, Paul David Hager, Stacy Jones, Brian Rajaratnam y Mark «Spike» Stent, ingenieros/mezcladores; Miley Cyrus, Gregory Aldae Hein, Thomas Hull, Tyler Johnson, Michael Len Williams II y Michael Pollack, compositores; Joe LaPorta, ingeniero de masterización. - Did You Know That There's a Tunnel Under Ocean Blvd – Lana Del Rey - Jack Antonoff, Zach Dawes, Lana Del Rey y Drew Erickson, productores; Jack Antonoff, Michael Harris, Dean Reid y Laura Sisk, ingenieros/mezcladores; Jack Antonoff, Lana Del Rey y Mike Hermosa, compositores; Ruairi O'Flaherty, ingeniero de masterización. - The Age of Pleasure – Janelle Monáe - Sensei Bueno, Nate «Rocket» Wonder y Nana Kwabena, productores; Mick Guzauski, Nate "Rocket" Wonder, Jayda Love, Janelle Monáe y Yáng Tan, ingenieros/mezcladores; Jarrett Goodly, Nathaniel Irvin III, Janelle Monáe Robinson y Nana Kwabena Tuffuor, compositores; Dave Kutch, ingeniero de masterización. - Guts – Olivia Rodrigo - Daniel Nigro, productor; Serban Ghenea, Sterling Laws, Mitch McCarthy, Daniel Nigro, Dave Schiffman, Mark «Spike» Stent, Sam Stewart y Dan Viafore, ingenieros/mezcladores; Daniel Nigro y Olivia Rodrigo, compositores; Randy Merrill, ingeniero de masterización. - SOS – SZA - Rob Bisel, ThankGod4Cody y Carter Lang, productores; Rob Bisel, ingenieros/mezcladores; Rob Bisel, Cody Fayne, Carter Lang y Solána Rowe, compositores; Dale Becker, ingeniero de masterización. |

#### Canción del año
| Ganador/Receptor                                                                                   | Nominados |
| -------------------------------------------------------------------------------------------------- | --- |
| «What Was I Made For?» - Billie Eilish O'Connell y Finneas O'Connell, compositores (Billie Eilish) | - «A&W» - Jack Antonoff, Lana Del Rey y Sam Dew, compositores (Lana Del Rey) - «Anti-Hero» - Jack Antonoff y Taylor Swift, compositores (Taylor Swift) - «Butterfly» - Jon Batiste y Dan Wilson, compositores (Jon Batiste) - «Dance the Night» - Caroline Ailin, Dua Lipa, Mark Ronson y Andrew Wyatt, compositores (Dua Lipa) - «Flowers» - Miley Cyrus, Gregory Aldae Hein y Michael Pollack, compositores (Miley Cyrus) - «Kill Bill» - Rob Bisel, Carter Lang y Solána Rowe, compositores (SZA) - «Vampire» - Daniel Nigro y Olivia Rodrigo, compositores (Olivia Rodrigo) |

#### Mejor artista nuevo
| Ganador/Receptor | Nominados                                                                                              |
| ---------------- | --- |
| Victoria Monét   | - Gracie Abrams - Fred again.. - Ice Spice - Jelly Roll - Coco Jones - Noah Kahan - The War And Treaty |

#### Productor del año, no clásico
| Ganador/Receptor | Nominados |
| --- | --- |
| Jack Antonoff • Being Funny In A Foreign Language (The 1975) (A) • Did You Know That There's A Tunnel Under Ocean Blvd (Lana Del Rey) (A) • Midnights (Taylor Swift) (A) | - Dernst "D'Mile" Emile II • JAGUAR II (Victoria Monét) (A) - Hit-Boy • Bus Stop (Don Toliver Featuring Brent Faiyaz) (T) • Just Face It (Dreamville con Blxst) (T) • Kings Disease III (Nas) (A) • Magic 3 (Nas) (A) • Magic 2 (Nas) (A) • Slipping Into Darkness (Hit-Boy y The Alchemist) (S) • Surf Or Drown Vol. 1 (Hit-Boy) (A) • Surf Or Drown Vol. 2 (Hit-Boy) (A) • Victims y Villains (Musiq Soulchild y Hit-Boy) (A) - Metro Boomin • Am I Dreaming (Metro Boomin Featuring Roisee y A$AP Rocky) (S) • Calling (Metro Boomin Featuring NAV, A Boogie Wit Da Hoodie y Swae Lee) (S) • Creepin' (Metro Boomin Featuring 21 Savage y The Weeknd) (S) • More M's (Drake y 21 Savage) (S) • Oh U Went (Young Thug Featuring Drake) (S) • Superhero (Heroes & Villains) (Metro Boomin, Future y Chris Brown) (S) • Til Further Notice (Travis Scott Featuring James Blake y 21 Savage) (S) • Trance (Metro Boomin Featuring Travis Scott y Young Thug) (S) • War Bout It (Lil Durk Featuring 21 Savage) (S) - Daniel Nigro • Casual (Chappell Roan) (S) • Divide (Dermot Kennedy) (S) • Guts (Olivia Rodrigo) (A) • Hot To Go! (Chappell Roan) (S) • Kaleidoscope (Chappell Roan) (S) • Red Wine Supernova (Chappell Roan) (S) • Welcome To My Island (Caroline Polachek) (S) |

#### Compositor del año, no clásico
| Ganador/Receptor | Nominados |
| --- | --- |
| Theron Thomas • All My Life (Lil Durk Featuring J. Cole) (S) • Been Thinking (Tyla) (S) • Cheatback (Chlöe y Future) (T) • How We Roll (Ciara y Chris Brown) (S) • Make Up Your Mind (Cordae) (S) • Pretty Girls Walk (Big Boss Vette) (S) • Seven (Jung Kook y Latto) (S) • Told Ya (Chlöe y Missy Elliot) (T) • You And I (Sekou) (T) | - Edgar Barrera • Cuestión de tiempo (Don Omar) (T) • Falsa alarma (En Vivo) (Grupo Firme) (T) • Gucci los paños (Karol G) (T) • La despedida (Christian Nodal) (T)• Mi ex tenía razón (Karol G) (T) • Que vuelvas (Varios artistas) (T) • Un cumbión dolido (Christian Nodal) (T) • Un x100to (Grupo Frontera y Bad Bunny) (T) • Yo pr1mero (Rels B) (S) - Jessie Jo Dillon • Buried (Brandy Clark) (T) • Girl In The Mirror (Megan Moroney) (T) • Halfway To Hell (Jelly Roll) (T) • I Just Killed A Man (Catie Offerman) (S) • Memory Lane (Old Dominion) (S) • Neon Cowgirl (Dan + Shay) (T) • screen (HARDY) (T) • The Town In Your Heart (Lori McKenna) (T) • Up Above The Clouds (Cecilia's Song) (Brandy Clark) (T) - Shane McAnally • Come Back To Me (Brandy Clark) (S) • Good With Me (Walker Hayes) (S) • He's Never Gunna Change (Lauren Daigle) (S) • I Should Have Married You (Old Dominion) (S) • Independently Owned (Alex Newell y Original Broadway Cast of Shucked) (S) • Never Grow Up (Niall Horan) (S) • Start Nowhere (Sam Hunt) (S) • Walmart (Sam Hunt) (S) • We Don't Fight Anymore (Carly Pearce y Chris Stapleton) (S) - Justin Tranter • Gemini Moon (Reneé Rapp) (T) • Honey! (Are U Coming?) (Måneskin) (S) • I Want More (Marisa Davila y el elenco de Grease: Rise Of The Pink Ladies) (S) • Jersey (Baby Tate) (S) • A Little Bit Happy (TALK) (S) • Pretty Girls (Reneé Rapp) (S) • River (Miley Cyrus) (S) |

### Categorías específicas

#### Popydance/música electrónica
Mejor interpretación solista de pop
| Ganador/Receptor        | Nominados |
| ----------------------- | --- |
| «Flowers» – Miley Cyrus | - «Paint the Town Red» – Doja Cat - «What Was I Made For?» – Billie Eilish - «Vampire» – Olivia Rodrigo - «Anti-Hero» – Taylor Swift |

Mejor interpretación vocal de pop, dúo o grupo
| Ganador/Receptor                                 | Nominados |
| ------------------------------------------------ | --- |
| «Ghost in the Machine» – SZA con Phoebe Bridgers | - «Thousand Miles» – Miley Cyrus con Brandi Carlile - «Candy Necklace» – Lana Del Rey con Jon Batiste - «Never Felt So Alone» – Labrinth con Billie Eilish - «Karma» – Taylor Swift con Ice Spice |

Mejor álbum vocal de pop
| Ganador/Receptor         | Nominados |
| ------------------------ | --- |
| Midnights – Taylor Swift | - Chemistry – Kelly Clarkson - Endless Summer Vacation – Miley Cyrus - Guts – Olivia Rodrigo - - – Ed Sheeran |

Mejor grabación de dance/electrónica
| Ganador/Receptor                          | Nominados |
| ----------------------------------------- | --- |
| «Rumble» – Skrillex, Fred Again y Flowdan | - «Blackbox Life Recorder 21F» – Aphex Twin - «Loading» – James Blake - «Higher Than Ever Before» – Disclosure - «Strong» – Romy y Fred Again |

Mejor grabación de pop dance
| Ganador/Receptor                | Nominados |
| ------------------------------- | --- |
| - «Padam Padam» – Kylie Minogue | - «Baby Don't Hurt Me» – David Guetta, Anne-Marie y Coi Leray - «Miracle» – Calvin Harris y Ellie Goulding - «One in a Million» – Bebe Rexha y David Guetta - «Rush» – Troye Sivan |

Mejor álbum de dance/música electrónica
| Ganador/Receptor                                          | Nominados |
| --------------------------------------------------------- | --- |
| Actual Life 3 (January 1 - September 9 2022) – Fred Again | - Playing Robots into Heaven – James Blake - For that Beautiful Feeling – The Chemical Brothers - Kx5 – Kx5 - Quest for Fire – Skrillex |

#### Rock, metal y música alternativa
Mejor interpretación de rock
| Ganador/Receptor                | Nominados |
| ------------------------------- | --- |
| «Not Strong Enough» – boygenius | - «Sculptures of Anything Goes» – Arctic Monkeys - «More than a Love Song» – Black Pumas - «Rescued» – Foo Fighters - «Lux Æterna» – Metallica |

Mejor interpretación de metal
| Ganador/Receptor         | Nominados                                                                                               |
| ------------------------ | --- |
| «72 Seasons» – Metallica | - «Bad Man» – Disturbed - «Phantom of the Opera» – Ghost - «Hive Mind» – Slipknot - «Jaded» – Spiritbox |

Mejor canción de rock
| Ganador/Receptor                | Nominados |
| ------------------------------- | --- |
| «Not Strong Enough» – boygenius | - «Angry» –The Rolling Stones - «Ballad of a Homeschooled Girl» – Olivia Rodrigo - «Emotion Sickness» – Queens of the Stone Age - «Rescued» – Foo Fighters |

Mejor álbum de rock
| Ganador/Receptor       | Nominados |
| ---------------------- | --- |
| This Is Why – Paramore | - But Here We Are – Foo Fighters - Starcatcher – Greta Van Fleet - 72 Seasons – Metallica - In Times New Roman... – Queens of the Stone Age |

Mejor interpretación de música alternativa
| Ganador/Receptor         | Nominados |
| ------------------------ | --- |
| «This Is Why» – Paramore | - «Belinda Says» – Alvvays - «Body Paint» – Arctic Monkeys - «Cool About It» – Boygenius - «A&W» – Lana Del Rey |

Mejor álbum de música alternativa
| Ganador/Receptor       | Nominados |
| ---------------------- | --- |
| The Record – boygenius | - The Car – Arctic Monkeys - Did You Know That There's a Tunnel Under Ocean Blvd – Lana Del Rey - Cracker Island – Gorillaz - I Inside the Old Year Dying – PJ Harvey |

#### R&B, rap y poesía hablada
Mejor interpretación de R&B
| Ganador/Receptor   | Nominados |
| ------------------ | --- |
| «ICU» – Coco Jones | - «Summer Too Hot» – Chris Brown - «Back to Love» – Robert Glasper con SiR y Alex Isley - «How Does It Make You Feel» – Victoria Monét - «Kill Bill» – SZA |

Mejor interpretación de R&B tradicional
| Ganador/Receptor                           | Nominados |
| ------------------------------------------ | --- |
| «Good Morning» – PJ Morton con Susan Carol | - «Simple Face» – Babyface con Coco Jones - «Lucky» – Kenyon Dixon - «Hollywood» – Victoria Monét con Earth, Wind & Fire y Hazel Monét - «Love Language» – SZA |

Mejor canción de R&B
| Ganador/Receptor | Nominados |
| ---------------- | --- |
| «Snooze» – SZA   | - «Angel» – Halle - «Back to Love» – Robert Glasper con SiR y Alex Isley - «ICU» – Coco Jones - «Oh My Mama» – Victoria Monét |

Mejor álbum de R&B progresivo
| Ganador/Receptor | Nominados |
| ---------------- | --- |
| SOS – SZA        | - Since I Have a Lover – 6LACK - The Love Album: Off The Grid – Diddy - Nova – Terrace Martin y James Fauntleroy - The Age of Pleasure – Janelle Monáe |

Mejor álbum de R&B
| Ganador/Receptor           | Nominados |
| -------------------------- | --- |
| Jaguar II – Victoria Monét | - Girls Night Out – Babyface - What I Didn't Tell You (Deluxe) – Coco Jones - Special Occasion – Emily King - Clear 2: Soft Life (EP) – Summer Walker |

Mejor interpretación de rap
| Ganador/Receptor                                                                | Nominados |
| ------------------------------------------------------------------------------- | --- |
| «Scientists & Engineers» – Killer Mike ft. André 3000, Future y Eryn Allen Kane | - «The Hillbillies» – Baby Keem ft. Kendrick Lamar - «Love Letter» – Black Thought - «Rich Flex» – Drake y 21 Savage - «Players» – Coi Leray |

Mejor interpretación de rap melódico
| Ganador/Receptor                     | Nominados |
| ------------------------------------ | --- |
| «All My Life» – Lil Durk ft. J. Cole | - «Sittin' On Top Of The World» – Burna Boy ft. 21 Savage - «Attention» – Doja Cat - «Spin Bout U» – Drake y 21 Savage - «Low» – SZA |

Mejor canción de rap
| Ganador/Receptor                                                                | Nominados |
| ------------------------------------------------------------------------------- | --- |
| «Scientists & Engineers» – Killer Mike ft. André 3000, Future y Eryn Allen Kane | - «Attention» – Doja Cat - «Barbie World» – Nicki Minaj y Ice Spice ft. Aqua - «Just Wanna Rock» – Lil Uzi Vert - «Rich Flex» – Drake y 21 Savage |

Mejor álbum de rap
| Ganador/Receptor      | Nominados |
| --------------------- | --- |
| Michael – Killer Mike | - Her Loss – Drake y 21 Savage - Heroes & Villains – Metro Boomin - King's Disease II – Nas - Utopia – Travis Scott |

Mejor álbum de poesía hablada
| Ganador/Receptor          | Nominados |
| ------------------------- | --- |
| The Light Inside – J. Ivy | - A-You're Not Wrong B-They're Not Either: The Fukc-It Pill Revisited – Queen Sheba - For Your Consideration'24 – The Album – Prentice Powell y Shawn William - Grocery Shopping With My Mother – Kevin Powell - When The Poems Do What They Do – Aja Monet |

#### Jazz, pop tradicional, instrumental contemporánea y teatro musical
Mejor interpretación de jazz
| Ganador/Receptor     | Nominados |
| -------------------- | --- |
| «Tight» – Samara Joy | - «Movement 18' (Heroes)» – Jon Batiste - «Basquiat» – Lakecia Benjamin - «Vulnerable (Live)» – Adam Blackstone ft. The Baylor Project y Russell Ferranté - «But Not For Me» – Fred Hersch y Esperanza Spalding - «Tight» – Samara Joy |

Mejor álbum vocal de jazz
| Ganador/Receptor                  | Nominados |
| --------------------------------- | --- |
| How Love Begins – Nicole Zuraitis | - For Ella 2 - Patti Austin ft. Gordon Goodwin's Big Phat Band - Alive at the Village Vanguard – Fred Hersch y Esperanza Spalding - Lean In – Gretchen Parlato y Lionel Loueke - Mélusine – Cécile McLorin Salvant |

Mejor álbum instrumental de jazz
| Ganador/Receptor                   | Nominados |
| ---------------------------------- | --- |
| The Winds of Change – Billy Childs | - The Source – Kenny Barron - Phoenix – Lakecia Benjamin - Legacy: The Instrumental Jawn – Adam Blackstone - Dream Box – Pat Metheny |

Mejor álbum conjunto de jazz
| Ganador/Receptor                                                                 | Nominados |
| -------------------------------------------------------------------------------- | --- |
| Basie Swings The Blues – The Count Basie Orchestra dirigidos por Scotty Barnhart | - The Chick Corea Symphony Tribute – Ritmo – ADDA Simfònica, Josep Vicent y Emilio Solla - Dynamic Maximum Tension – Darcy James Argue's Secret Society - Olympians – Vince Mendoza y Metropole Orkest - The Charles Mingus Centennial Sessions – Mingus Big Band |

Mejor álbum de jazz latino
| Ganador/Receptor                                        | Nominados |
| ------------------------------------------------------- | --- |
| El arte del bolero vol. 2 – Miguel Zenón y Luis Perdomo | - Quietude – Eliane Elias - My Heart Speaks – Ivan Lins con The Tblisi Symphony Orchestra - Vox Humana – Bobby Sanabria Multiverse Big Band - Cometa – Luciana Souza y Trio Corrente |

Mejor álbum de jazz alternativo
| Ganador/Receptor                              | Nominados |
| --------------------------------------------- | --- |
| The Omnichord Real Book – Meshell Ndegeocello | - Love in Exile – Arooj Aftab, Vijay Iyer y Shahzad Ismaily - Quality Over Opinion – Louis Cole - SuperBlue: The Iridescent Spree – Kurt Elling, Charlie Hunter y SuperBlue - Live At The Piano – Cory Henry |

Mejor álbum vocal de pop tradicional
| Ganador/Receptor   | Nominados |
| ------------------ | --- |
| Bewitched – Laufey | - To Steve With Love: Liz Callaway Celebrates Sondheim – Liz Callaway - Pieces Of Treasure – Rickie Lee Jones - Holidays Around The World – Pentatonix - Only The Strong Survive – Bruce Springsteen - Sondheim Unplugged (The NYC Sessions), Vol. 3 – Varios artistas |

Mejor álbum instrumental contemporáneo
| Ganador/Receptor                                                          | Nominados                                                                                                  |
| ------------------------------------------------------------------------- | --- |
| As We Speak – Béla Fleck, Zakir Hussain, Edgar Meyer ft. Rakesh Chaurasia | - On Becoming – House Of Waters - Jazz Hands – Bob James - The Layers – Julian Lage - All One – Ben Wendel |

Mejor álbum de teatro musical
| Ganador/Receptor                               | Nominados |
| ---------------------------------------------- | --- |
| Some Like It Hot – Elenco original de Broadway | - Kimberly Akimbo – Elenco original de Broadway - Parade – Elenco de Broadway de 2023 - Shucked – Elenco original de Broadway - Sweeney Todd: The Demon Barber Of Fleet Street – Elenco de Broadway de 2023 |

#### Country y raíces americanas
Mejor interpretación solista de country
| Ganador/Receptor                | Nominados |
| ------------------------------- | --- |
| «White Horse» – Chris Stapleton | - «In Your Love» – Tyler Childers - «Buried» – Brandy Clark - «Fast Car» – Luke Combs - «The Last Thing on My Mind» – Dolly Parton |

Mejor interpretación de country, dúo o grupo
| Ganador/Receptor                                         | Nominados |
| -------------------------------------------------------- | --- |
| «I Remember Everything» – Zach Bryan ft. Kacey Musgraves | - «High Note» – Dierks Bentley ft. Billy Strings - «Kissing Your Picture (Is So Cold)» – Vince Gill ft. Paul Franklin - «Save Me» – Jelly Roll con Lainey Wilson - «We Don't Figure Anymore» – Carly Pearce ft. Chris Stapleton |

Mejor canción de country
| Ganador/Receptor                | Nominados |
| ------------------------------- | --- |
| «White Horse» – Chris Stapleton | - «Buried» – Brandy Clark - «I Remember Everything» – Zach Bryan ft. Kacey Musgraves - «In Your Love» – Tyler Childers - «Last Night» – Morgan Wallen |

Mejor álbum country
| Ganador/Receptor                    | Nominados |
| ----------------------------------- | --- |
| Bell Bottom Country – Lainey Wilson | - Rolling Up The Welcome Mat – Kelsea Ballerini - Brothers Osborne – Brothers Osborne - Zach Bryan – Zach Bryan - Rustin' In The Rain – Tyler Childers |

Mejor interpretación de raíces americanas
| Ganador/Receptor                  | Nominados |
| --------------------------------- | --- |
| «Eve Was Black» – Allison Russell | - «Butterfly» – Jon Batiste - «Heaven Help Us All» – The Blind Boys of Alabama - «Inventing the Wheel» – Madison Cunningham - «You Louisiana Man» – Rhiannon Giddens |

Mejor interpretación de americana
| Ganador/Receptor                                    | Nominados |
| --------------------------------------------------- | --- |
| «Dear Insecurity» – Brandi Clark ft. Brandi Carlile | - «Friendship» – The Blind Boys of Alabama - «Help Me Make It Through the Night» – Tyler Childers - «King of Oklahoma» – Jason Isbell And The 400 Unit - «The Returner» – Allison Russell |

Mejor canción de raíces americanas
| Ganador/Receptor                                    | Nominados |
| --------------------------------------------------- | --- |
| «Cast Iron Skillet» – Jason Isbell And The 400 Unit | - «Blank Page» – The War And Treaty - «California Sober» – Billy Strings ft. Willie Nelson - «Dear Insecurity» – Brandi Clark ft. Brandi Carlile - «The Returner» – Allison Russell |

Mejor álbum de americana
| Ganador/Receptor                             | Nominados |
| -------------------------------------------- | --- |
| Weathervanes – Jason Isbell And The 400 Unit | - Brandy Clark – Brandy Clark - The Chicago Sessions – Rodney Crowell - You're The One – Rhiannon Giddens - The Returner – Allison Russell |

Mejor álbum de bluegrass
| Ganador/Receptor                               | Nominados |
| ---------------------------------------------- | --- |
| * City Of Gold – Molly Tuttle y Golden Highway | - Radio John: Songs of John Hartford – Sam Bush - Lovin' Of The Game – Michael Cleveland - Mighty Poplar – Mighty Poplar - Bluegrass – Willie Nelson - Me/And/Dad – Billy Strings |

Mejor álbum de blues tradicional
| Ganador/Receptor                 | Nominados |
| -------------------------------- | --- |
| All My Love For You – Bobby Rush | - Ridin' – Eric Bibb - The Soul Side Of Sipp – Mr. Sipp - Life Don't Miss Nobody – Tracy Nelson - Teardrops For Magic Slim Live At Rosa's Lounge – John Primer |

Mejor álbum de blues contemporáneo
| Ganador/Receptor           | Nominados |
| -------------------------- | --- |
| Blood Harmony – Larkin Poe | - Death Wish Blues – Samantha Fish y Jesse Dayton - Healing Time – Ruthie Foster - Live In London – Christone «Kingfish» Ingram - LaVette! – Bettye LaVette |

Mejor álbum de folk
| Ganador/Receptor                                  | Nominados |
| ------------------------------------------------- | --- |
| * Joni Mitchell At Newport [Live] – Joni Mitchell | - Traveling Wildfire – Dom Flemons - I Only See The Moon – The Milk Carton Kids - Celebrants – Nickel Creek - Jubilee – Old Crow Medicine Show - Seven Psalms – Paul Simon - Folkocracy – Rufus Wainwright |

Mejor álbum de raíces regionales
| Ganador/Receptor                                                             | Nominados |
| ---------------------------------------------------------------------------- | --- |
| * New Beginnings – Buckwheat Zydeco Jr. y The Legendary Ils Sont Partis Band | - Live At The 2023 New Orleans Jazz & Heritage Festival – Dwayne Dopsie y The Zydeco Hellraisers - Live: Orpheum Theater Nola – Lost Bayou Ramblers y Louisiana Philharmonic Orchestra - Made In New Orleans – New Breed Brass Band - Too Much To Hold – New Orleans Nightcrawlers - Live At The Maple Leaf – The Rumble ft. Chief Joseph Boudreaux Jr. |

#### Góspel y música cristiana contemporánea
Mejor canción/interpretación de góspel
| Ganador/Receptor             | Nominados |
| ---------------------------- | --- |
| «All Things» – Kirk Franklin | - «God is Good» – Stanley Brown ft. Hezekiah Walker, Kierra Sheard y Karen Clark Sheard - «Feel Alright (Blessed)» – Erica Campbell - «Lord Do It For Me (Live)» – Zacardi Cortez - «God Is» – Melvin Crispel III |

Mejor canción/interpretación de música cristiana contemporánea
| Ganador/Receptor                              | Nominados |
| --------------------------------------------- | --- |
| «Your Power» – Lecrae ft. Tasha Cobbs Leonard | - «Believe» – Blessing Offor - «Firm Foundation (He Won't) [Live]» – Cody Carnes - «Thank God I Do» – Lauren Daigle - «Love Me Like I Am» – for KING & COUNTRY ft. Jordin Sparks - «God Problems» – Maverick City Music |

Mejor álbum de góspel
| Ganador/Receptor                               | Nominados |
| ---------------------------------------------- | --- |
| All Things New: Live In Orlando – Tye Tribbett | - I Love You – Erica Campbell - Hymns (Live) – Tasha Cobbs Leonard - The Maverick Way – Maverick City Music - My Truth – Jonathan McReynolds |

Mejor álbum de música cristiana contemporánea
| Ganador/Receptor          | Nominados |
| ------------------------- | --- |
| Church Clothes 4 – Lecrae | - My Tribe – Blessing Offor - Emanuel – Da' T.R.U.T.H. - Lauren Daigle – Lauren Daigle - I Believe – Phil Wickham |

Mejor álbum de raíces góspel
| Ganador/Receptor                            | Nominados |
| ------------------------------------------- | --- |
| Echoes Of The South – Blind Boys Of Alabama | - Tribute To The King – The Blackwood Brothers Quartet - Songs That Pulled Me Through The Tough Times – Becky Isaacs Bowman - Meet Me At The Cross – Brian Free y Assurance - Shine: The Darker The Night The Brighter The Light – Gaither Vocal Band |

#### Latina, global, reggae, new age, ambient y chant
Mejor álbum de pop latino
| Ganador/Receptor            | Nominados |
| --------------------------- | --- |
| X mí (vol. 1) – Gaby Moreno | - La cuarta hoja – Pablo Alborán - Beautiful Humans, Vol. 1 – AleMor - A ciegas – Paula Arenas - La neta – Pedro Capó - Don Juan – Maluma |

Mejor álbum de música urbana
| Ganador/Receptor             | Nominados                                 |
| ---------------------------- | ----------------------------------------- |
| Mañana será bonito – Karol G | - Saturno – Rauw Alejandro - Data – Tainy |

Mejor álbum de rock latino o alternativo
| Ganador/Receptor                                                 | Nominados                                                                        |
| ---------------------------------------------------------------- | -------------------------------------------------------------------------------- |
| Vida cotidiana – Juanes De todas las flores – Natalia Lafourcade | - Martínez – Cabra - Leche de tigre – Diamante Eléctrico - EADDA9223 – Fito Páez |

Mejor álbum de música mexicana (incluye tejano)
| Ganador/Receptor     | Nominados |
| -------------------- | --- |
| Génesis – Peso Pluma | - Bordado a mano – Ana Bárbara - La sánchez – Lila Downs - Motherflower – Flor de Toloache - Amor como en las películas de antes – Lupita Infante |

Mejor álbum tropical latino
| Ganador/Receptor | Nominados |
| --- | --- |
| Siembra: 45º aniversario (en vivo en el coliseo de Puerto Rico, 14 de mayo 2022) - Rubén Blades con Roberto Delgado & Orquesta | - Voy a ti – Luis Figueroa - Niche sinfónica – Grupo Niche y Orquesta Sinfónica Nacional de Colombia - Vida – Omara Portuondo - Mimy & Tony – Tony Succar y Mimy Succar - Escalona nunca se había grabado así – Carlos Vives |

Mejor interpretación de música global
| Ganador/Receptor                                                        | Nominados |
| ----------------------------------------------------------------------- | --- |
| «Pashto» – Béla Fleck, Edgar Meyer y Zakir Hussain ft. Rakesh Chaurasia | - «Shadow Forces» – Arooj Aftab, Vijay Iyer y Shahzad Ismaily - «Alone» – Burna Boy - «Feel» – Davido - «Milagro y Disastre» – Silvana Estrada - «Abundance In Millets» – Falu y Gaurav Shah (ft. PM Narendra Modi) - «Todo Colores» – Ibrahim Maalouf ft. Cimafunk y Tank And The Bangas |

Mejor interpretación de música africana
| Ganador/Receptor | Nominados |
| ---------------- | --- |
| «Water» – Tyla   | - «Amapiano» – Asake y Olamide - «City Boys» – Burna Boy - «Unavailable» – Davido ft. Musa Keys - «Rush» – Ayra Starr |

Mejor álbum de música global
| Ganador/Receptor     | Nominados                                                                                      |
| -------------------- | ---------------------------------------------------------------------------------------------- |
| This Moment – Shakti | - Epifanías – Susana Baca - History – Bokanté - I Told Them... – Burna Boy - Timeless – Davido |

Mejor álbum de reggae
| Ganador/Receptor                          | Nominados |
| ----------------------------------------- | --- |
| Colors Of Royal – Julian Marley y Antaeus | - Born For Greatness – Buju Banton - Simma – Beenie Man - Cali Roots Riddim 2023 – Collie Buddz - No Destroyer – Burning Spear |

Mejor álbum de new age, ambient o chant
| Ganador/Receptor                                                 | Nominados |
| ---------------------------------------------------------------- | --- |
| So She Howls – Carla Patullo ft. Tonality y The Scorchio Quartet | - Aquamarine – Kirsten Agresta-Copely - Moments Of Beauty – Omar Akram - Some Kind Of Peace (Piano Reworks) – Ólafur Arnalds - Ocean Dreaming Ocean – David Darling y Hans Christian |

#### Infantil, comedia, audiolibros, medios visuales y video/película musical
Mejor álbum de música infantil
| Ganador/Receptor                              | Nominados |
| --------------------------------------------- | --- |
| We Grow Together Preschool Songs – 123 Andrés | - Ahhhhh! – Andrew y Polly - Ancestars – Pierce Freelon y Nnenna Freelon - Hip Hope For Kids! – DJ Willy Wow! - Taste The Sky – Uncle Jumbo |

Mejor álbum de comedia
| Ganador/Receptor                   | Nominados |
| ---------------------------------- | --- |
| What's In A Name? – Dave Chappelle | - I Wish You Would – Trevor Noah - I'm An Entertainer – Wanda Sykes - Selective Outrage – Chris Rock - Someone You Love – Sarah Silverman |

Mejor grabación de audiolibro, narración o storytelling
| Ganador/Receptor                                                   | Nominados |
| ------------------------------------------------------------------ | --- |
| The Light We Carry: Overcoming In Uncertain Times – Michelle Obama | - Big Tree – Meryl Streep - Boldly Go: Reflections On A Life Of Awe And Wonde – William Shatner - The Creative Act: A Way Of Being – Rick Rubin - It's Ok To Be Angry About Capitalism – Bernie Sanders |

Mejor banda sonora compilada para medios visuales
| Ganador/Receptor                    | Nominados |
| ----------------------------------- | --- |
| Barbie: The Album – Varios artistas | - Aurora – Daisy Jones & The Six - Black Panther: Wakanda Forever - Music From And Inspired By – Varios artistas - Guardians of the Galaxy, Vol. 3: Awesome Mix, Vol. 3 – Varios artistas - Weird: The Al Yankovic Story – Weird Al Yankovic |

Mejor banda sonora instrumental para medios visuales (incluye cine y televisión)
| Ganador/Receptor                           | Nominados |
| ------------------------------------------ | --- |
| Oppenheimer – Ludwig Göransson, compositor | - Barbie – Mark Ronson y Andrew Watt, compositores - Black Panther: Wakanda Forever – Ludwig Göransson, compositor - The Fabelmans – John Williams, compositor - Indiana Jones and The Dial of Destiny – John Williams, compositor |

Mejor banda sonora instrumental para videojuegos y otros medios interactivos
| Ganador/Receptor                                                     | Nominados |
| -------------------------------------------------------------------- | --- |
| Star Wars Jedi: Survivor – Stephen Barton y Gordy Haab, compositores | - Call Of Duty: Modern Warfare II – Sarah Schachner, compositora - God of War: Ragnarök – Bear McCreary, compositor - Hogwarts Legacy – Peter Murray, J Scott Rakozy y Chuck E. Myers "Sea", compositores - Stray Gods: The Roleplaying Musical – Jess Serro, Tripod y Austin Wintory, compositores |

Mejor canción escrita para medios visuales
| Ganador/Receptor                       | Nominados |
| -------------------------------------- | --- |
| «What Was I Made For?» – Billie Eilish | - «Barbie World» – Nicki Minaj y Ice Spice ft. Aqua - «Dance the Night» – Dua Lipa - «I'm Just Ken» – Ryan Gosling - «Lift Me Up» – Rihanna |

Mejor video musical
| Ganador/Receptor                  | Nominados |
| --------------------------------- | --- |
| «I'm Only Sleeping» – The Beatles | - «In Your Love» – Tyler Childers - «What Was I Made For?» – Billie Eilish - «Count Me Out» – Kendrick Lamar - «Rush» – Troye Sivan |

Mejor película musical
| Ganador/Receptor            | Nominados |
| --------------------------- | --- |
| Moonage Dream – David Bowie | - How I'm Feeling Now – Lewis Capaldi - Live From Paris, The Big Steppers Tour – Kendrick Lamar - I Am Everything – Little Richard - Dear Mama – Tupac Shakur |

#### Empaque, notas e histórico
Mejor empaque de grabación
| Ganador/Receptor         | Nominados |
| ------------------------ | --- |
| Stumpwork – Dry Cleaning | - The Art of Forgetting – Caroline Rose - Cadenza 21' – Ensemble Cadenza 21' - Electrophonic Chronic – The Arcs - Gravity Falls – Brad Breeck - Migration – Leaf Yeh |

Mejor empaque en caja de edición especial limitada
| Ganador/Receptor                                      | Nominados |
| ----------------------------------------------------- | --- |
| For The Birds: The Birdsong Project – Varios artistas | - The Collected Works Of Neutral Milk Hotel – Neutral Milk Hotel - Gieo – Ngot - Inside: Deluxe Box Set – Bo Burnham - Words & Music, May 1965 – Deluxe Edition – Lou Reed |

Mejores notas de álbum
| Ganador/Receptor                                                   | Nominados |
| ------------------------------------------------------------------ | --- |
| Written In Their Soul: The Stax Songwriter Demos – Varios artistas | - Evenings At The Village Gate: John Coltrane With Eric Dolphy (Live) – John Coltrane y Eric Dolphy - I Can Almost See Houston: The Complete Howdy Glenn – Howdy Glenn - Mogadishu's Finest: The Al Uruba Sessions – Iftin Band - Playing For The Man At The Door: Field Recordings From The Collection Of Mack McCormick, 1958–1971 – Varios artistas |

Mejor álbum histórico
| Ganador/Receptor                                                   | Nominados |
| ------------------------------------------------------------------ | --- |
| Written In Their Soul: The Stax Songwriter Demos – Varios artistas | - Fragments – Time Out Of Mind Sessions (1996-1997): The Bootleg Series, Vol. 17 – Bob Dylan - The Moaninest Moan Of Them All: The Jazz Saxophone of Loren McMurray, 1920-1922 – Varios artistas - Playing For The Man At The Door: Field Recordings From The Collection Of Mack McCormick, 1958–1971 – Varios artistas - Words & Music, May 1965 - Deluxe Edition – Lou Reed |

#### Producción, ingeniería, composición y arreglos
Mejor ingeniería de álbum, no clásico
| Ganador/Receptor           | Nominados |
| -------------------------- | --- |
| Jaguar II – Victoria Monét | - Desire, I Want To Turn Into You – Caroline Polachek - History – Bokanté - Multitudes – Feist - The Record – Boygenius |

Mejor ingeniería de álbum, clásico
| Ganador/Receptor                                                             | Nominados |
| ---------------------------------------------------------------------------- | --- |
| Contemporary American Composers – Riccardo Muti y Chicago Symphony Orchestra | - The Blue Hour – Shara Nova y A Far Cry - Fandango – Gustavo Dudamel, Anne Akiko Meyers, Gustavo Castillo y Los Angeles Philharmonic - Sanlikol: A Gentleman Of Istanbul – Symphony For Strings, Percussion, Piano, Oud, Ney & Tenor – Mehmet Ali Sanlikol, George Lernis y A Far Cry - Tchaikovsky: Symphony No. 5 & Schulhoff: Five Pieces – Manfred Honeck y Pittsburgh Symphony Orchestra |

Productor del año, clásico
| Ganador/Receptor | Nominados                                                       |
| ---------------- | --------------------------------------------------------------- |
| Elaine Martone   | - David Frost - Morten Lindberg - Dmitriy Lipay - Brian Pidgeon |

Mejor grabación remix
| Ganador/Receptor           | Nominados |
| -------------------------- | --- |
| «Wagging Tongue» – Wet Leg | - «Alien Love Call» – BadBadNotGood - «New Gold» – Dom Dolla - «Reviver» – Totally Enormous Extinct Dinosaurs - «Workin' Hard» – Terry Hunter |

Mejor álbum de audio inmersivo
| Ganador/Receptor                       | Nominados |
| -------------------------------------- | --- |
| The Diary of Alicia Keys – Alicia Keys | - Act 3 – Ryan Ulyate - Blue Clear Sky – George Strait - God of War: Ragnarök – Bear McCreary - Silence Between Songs – Madison Beer |

Mejor composición instrumental
| Ganador/Receptor                 | Nominados |
| -------------------------------- | --- |
| «Helena's Theme» – John Williams | - «Amerikkan Skin» – Lakecia Benjamin ft. Angela Davis - «Can You Hear The Music» – Ludwig Göransson - «Cutey And The Dragon» – Quartet San Francisco ft. Gordon Goodwin's Big Phat Band - «Motion» – Béla Fleck, Edgar Meyer y Zakir Hussain ft. Rakesh Chaurasia |

Mejor arreglo, instrumental o a cappella
| Ganador/Receptor                                                 | Nominados |
| ---------------------------------------------------------------- | --- |
| «Folsom Prison Blues» – The String Revolution ft. Tommy Emmanuel | - «Angels We Have Heard On High» – Just 6 - «Can You Hear The Music» – Ludwig Göransson - «I Remember Mingus» – Hilario Duran and his Latin Jazz Big Band ft. Paquito D'Rivera - «Paint It Black» – Wednesday Addams |

Mejor arreglo, instrumentos y vocales
| Ganador/Receptor                                                 | Nominados |
| ---------------------------------------------------------------- | --- |
| «In The Wee Small Hours Of The Morning» – Säje ft. Jacob Collier | - «April In Paris» – Patti Austin ft. Gordon Goodwin's Big Phat Band) - «Com Que Voz (Live)» – Maria Mendes ft. John Beasley y Metropole Orkest - «Fenestra» – Cécile McLorin Salvant - «Lush Life» – Samara Joy |

#### Clásica
Mejor interpretación orquestal
| Ganador/Receptor                                                     | Nominados |
| -------------------------------------------------------------------- | --- |
| «Adès: Dante» – Gustavo Dudamel, director (Los Angeles Philharmonic) | - «Bartók: Concerto For Orchestra; Four Pieces» – Karina Canellakis, directora (Netherlands Radio Philharmonic Orchestra) - «Price: Symphony No. 4; Dawson: Negro Folk Symphony» – Yannick Nézet-Séguin, director (The Philadelphia Orchestra) - «Scriabin: Symphony No. 2; The Poem Of Ecstasy» – JoAnn Falletta, directora (Buffalo Philharmonic Orchestra) - «Stravinsky: The Rite Of Spring» – Esa-Pekka Salonen, director (San Francisco Symphony) |

Mejor grabación de ópera
| Ganador/Receptor                                                                        | Nominados |
| --------------------------------------------------------------------------------------- | --- |
| «Blanchard: Champion» – The Metropolitan Opera Orchestra; The Metropolitan Opera Chorus | - «Corigliano: The Lord Of Cries» – Boston Modern Orchestra Project y Odyssey Opera Chorus - «Little: Black Lodge» – The Dime Museum; Isaura String Quartet |

Mejor interpretación coral
| Ganador/Receptor                                                                                     | Nominados |
| --- | --- |
| «Saariaho: Reconnaissance» – Nils Schweckendiek, director (Uusinta Ensemble; Helsinki Chamber Choir) | - «Carols After A Plague» – Donald Nally, director (The Crossing) - «The House Of Belonging» – Craig Hella Johnson, director (Miró Quartet; Conspirare) - «Ligeti: Lux Aeterna» – Esa-Pekka Salonen, director (San Francisco Symphony Chorus) - «Rachmaninoff: All-Night Vigil» – Steven Fox, director (The Clarion Choir) |

Mejor interpretación de música de cámara/conjunto pequeño
| Ganador/Receptor                 | Nominados |
| -------------------------------- | --- |
| «Rough Magic» – Roomful Of Teeth | - «American Stories» – Anthony McGill y Pacifica Quartet - «Beethoven For Three: Symphony No. 6, 'Pastorale' And Op. 1, No. 3» – Yo-Yo Ma, Emanuel Ax y Leónidas Kavakos - «Between Breaths» – Third Coast Percussion - «Uncovered, Vol. 3: Coleridge-Taylor Perkinson, William Grant Still & George Walker» – Catalyst Quartet |

Mejor solo instrumental clásico
| Ganador/Receptor                                                                  | Nominados |
| --------------------------------------------------------------------------------- | --- |
| «The American Project» – Yuja Wang; Teddy Abrams, director (Louisville Orchestra) | - «Adams, John Luther: Darkness And Scattered Light» – Robert Black - «Akiho: Cylinders» – Andy Akiho - «Difficult Grace» – Seth Parker Woods - «Of Love» – Curtis Stewart |

Mejor álbum vocal solista clásico
| Ganador/Receptor                                                                                | Nominados |
| ----------------------------------------------------------------------------------------------- | --- |
| Walking In The Dark – Julia Bullock, solista; Christian Reif, director (Philharmonia Orchestra) | - Because – Reginald Mobley, solista; Baptiste Trotignon, pianista - Broken Branches – Karim Sulayman, solista; Sean Shibe, acompañante. - 40@40 – Laura Strickling, solista; Daniel Schlosberg, pianista - Rising – Lawrence Brownlee, solista; Kevin J. Miller, pianista. |

Mejor compendio clásico
| Ganador/Receptor | Nominados |
| --- | --- |
| Passion For Bach And Coltrane - Alex Brown, Harlem Quartet, Imani Winds, Edward Perez, Neal Smith y A.B. Spellman; Silas Brown y Mark Dover, productores | - Fandango – Anne Akiko Meyers; Gustavo Dudamel, director; Dmitriy Lipay, productor. - Julius Eastman, Vol. 3: If You're So Smart, Why Aren't You Rich – Christopher Rountree, director; Lewis Pesacov, productor - Mazzoli: Dark With Excessive Bright – Peter Herresthal; Tim Weiss, director; Hans Kipfer, productor - Sardinia – Chick Corea; Chick Corea y Bernie Kirsh, productores - Sculptures – Andy Akiho; Andy Akiho y Sean Dixon, productores - Zodiac Suite – Aaron Diehl Trio y The Knights; Eric Jacobsen, director; Aaron Diehl y Eric Jacobsen, productores. |

Mejor composición clásica contemporánea
| Ganador/Receptor                                                                                    | Nominados |
| --------------------------------------------------------------------------------------------------- | --- |
| «Montgomery: Rounds» – Jessie Montgomery, compositor (Awadagin Pratt, A Far Cry y Roomful Of Teeth) | - «Adès: Dante» – Thomes Adés, compositor (Gustavo Dudamel y Los Angeles Philharmonic) - «Akiho: In That Space, At That Time» – Andy Akiho, compositor (Andy Akiho, Ankush Kumar Bahl y Omaha Symphony) - «Brittelle: Psychedelics» – William Brittelle, compositor (Roomful Of Teeth) - «Mazzoli: Dark With Excessive Bright» – Missy Mazzoli, compositor (Peter Herresthal, James Gaffigan y Bergen Philharmonic) |